# HMS Janus (F53)
HMS Janus (F53) là một tàu khu trục lớp J được Hải quân Hoàng gia Anh Quốc chế tạo vào cuối những năm 1930. Janus đã phục vụ trong suốt Chiến tranh Thế giới thứ hai cho đến khi bị đánh chìm do trúng một quả bom lượn Fritz X phóng từ máy bay ném bom Đức ngoài khơi Anzio, Ý vào ngày 23 tháng 1 năm 1944.

## Thiết kế và chế tạo
Janus được đặt hàng vào ngày 25 tháng 5 năm 1937. Nó được đặt lườn tại xưởng tàu của hãng Swan Hunter & Wigham Richardson Ltd. ở Wallsend-on-Tyne vào ngày 29 tháng 9 năm 1937, được hạ thủy vào ngày 10 tháng 11 năm 1938 và nhập biên chế cùng Hải quân Hoàng gia Anh vào ngày 5 tháng 8 năm 1939.

## Lịch sử hoạt động
Janus đã phục vụ tại Bắc Hải cho đến tháng 5 năm 1940, tham gia trên 20 nhiệm vụ hộ tống vận tải tại khu vực này cho đến khi được điều động sang khu vực Địa Trung Hải và gia nhập Chi hạm đội khu trục 14 tại Alexandria, Ai Cập. Nó đã tham gia Trận Calabria vào tháng 7 năm 1940 và Trận chiến mũi Matapan vào tháng 3 năm 1941.
Vào ngày 23 tháng 1 năm 1944, Janus bị đánh trúng một quả bom lượn Fritz X phóng từ một máy bay ném bom-ngư lôi He 111 của Đức và bị đắm ngoài khơi bãi đổ bộ Anzio về phía Đông Ý, ở tọa độ 41°26′B 12°38′Đ / 41,433°B 12,633°Đ. Theo một nguồn khác, nó có thể bị đánh chìm bởi bom lượn hay một quả ngư lôi thông thường. Phải mất gần 20 phút cho đến khi Janus chìm hẳn; chỉ có 80 người trong số thành viên thủy thủ đoàn của nó sống sót, được cứu vớt bởi tàu khu trục HMS Laforey và các tàu nhỏ. Trong nhật ký hoạt động của nó, Janus được ghi nhận đã bắn hơn 500 loạt đạn pháo 4,7 inch trong hai ngày đổ bộ để hỗ trợ cho binh lính Đồng Minh.
Biểu trưng của tàu khu trục Janus hiện vẫn đang được trưng bày trên vách của Xưởng tàu Selborne.